# Malcolm Byrne
Malcolm Byrne (sinh ngày 25 tháng 4 năm 1974) là một chính khách Fianna Fáil người Ailen, người đã là Thượng nghị sĩ cho Cultural and Educational Panel kể từ tháng 4 năm 2020. Trước đây, ông đã từng là Teachta Dála (TD) của khu vực bầu cử Wexford từ năm 2019 đến 2020.
Ông đã được bầu trong một cuộc bầu cử phụ vào tháng 11 năm 2019, chỉ để mất ghế trong cuộc tổng tuyển cử tiếp theo vào tháng 2 năm 2020. Ông là thành viên của Hội đồng Quận Wexford từ năm 2009 đến 2019.

## Đời tư
Sinh ra tại Gorey, County Wexford, năm 1974. Byrne là đứa con lớn nhất trong một gia đình có năm người. Ông theo học tại các trường tiểu học CBS và Loreto và CBS tại Gorey, sau đó học luật tại Đại học College Dublin.
Ông là Trưởng phòng Truyền thông với Cơ quan Giáo dục Đại học cho đến năm 2019, và là Phó Chủ tịch Hội đồng Thanh niên Quốc gia Ireland, Liên minh Sinh viên tại Ireland, cựu Cán bộ Giáo dục và là cựu thành viên của Hội Sinh viên Châu Âu. Năm 2014, ông được vinh danh là một trong những người dưới 40 tuổi ở Châu Âu, trong Chương trình Lãnh đạo trẻ Châu Âu.